# Турнирный доспех
Турнирный доспех — доспех для турнирных поединков. Мог использоваться в качестве парадного доспеха. Классические турнирные доспехи (конца XV и всего XVI веков), в связи со слишком узкой специализацией, были непригодны для настоящего боя. Так, классический доспех для пешего боя не был пригоден для конного боя, а доспех для копейной сшибки не годился не только для пешего боя, но и для того чтобы рубиться на коне. Кроме узкоспециализированных доспехов, существовали также и доспешные гарнитуры, представлявшие собой настоящий «конструктор» из латных частей. Из него можно было собрать любой турнирный или боевой доспех, и парадный доспех.

## История
В течение первых трех веков существования турниров, начиная с возникновения их в XI веке, на них принято было использовать обычные боевые доспехи рыцарей, кольчужные хауберки, ламелляры и пр. Отличие состояло лишь в том, что иногда на турнирах надевали кольчугу, в дополнение к нарядному плащу.
Появившиеся во время крестовых походов наметы и сюрко, изначально предназначенные для защиты от солнца, довольно быстро приобрели популярность в качестве способа придать доспеху нарядный вид, украсив геральдикой. Распространение намета и сюрко сделало популярными конские попоны, также украшавшиеся геральдикой.
С появлением во второй половине XII века плоских шлемов потхельмов (Pothelm), а затем и горшковых топфхелмов (Topfhelm), имевших удобный плоский, либо слегка конический или выпуклый верх, к последнему стали крепить геральдические нашлемные фигуры из папье-маше, пергамента, ткани, кожи на деревянном каркасе, имевшие самые разнообразные и порой причудливые очертания в виде корон, рогов, крыльев, фигур животных или птиц и пр.
В XIV столетии сюрко, путём крепления под него пластин, превратилось в бригантинный доспех, который тоже украшался геральдическими изображениями. С распространением бригантин, горшковый шлем, который к тому времени развился в массивный кюбельхельм (Kübelhelm) и стал опираться на плечи, во время копейных сшибок на конях стали фиксировать цепями, притянув к бригантине в положении подбородка, прижатого к груди. Это уменьшало риск сворачивания шеи при неудачном попадании копья в голову.
В последней трети XIII века появились наплечные щитки, носившиеся чаще на турнирах, чем в бою. Их предназначение не столько защита плеч, сколько место для украшения геральдикой.
В XIV веке, с распространением забрал для бацинетов, горшковый шлем постепенно перестали носить в бою, продолжая использовать в турнирах, и к концу XIV столетия он превратился в чисто турнирный шлем, видоизменившись в т. н. «жабью голову», или штеххельм (Stechhelm), тяжелое, до 10 кг, защитное наголовье, наглухо привинчиваемое к кирасе. Появление усиленной «жабьей головы» привело к тому, что если раньше при конной сшибке соперники наклоняли голову, прижимая подбородок к груди, то в описываемом шлеме атаковали сначала наклонившись, но при самом столкновении выпрямлялись, и щель для обзора, расположенная очень высоко в сравнении с обычными шлемами, при выпрямлении тела оказывалась недоступной для попадания копья.
Примерно такое же специфическое устройство забрала с начала XVI века приобрел распространившийся еще в середине XV века из Италии сферический шлем армет, который в источниках называют «закрытым», или «турнирным» арметом XVI столетия. Его забрало состояло из двух частей, расположенных на одной оси, нижняя часть которого служила одновременно подбородником. Подобные шлемы, в отличие от предшествовавших им сходных по конструкции, но с более улучшенным обзором, равно как и «жабьи головы», использовались исключительно на турнирах, в том числе для пешего боя.
Наряду со шлемами типа «жабья голова» и закрытыми арметами, во второй половине XV — начале XVI столетий в турнирные гарнитуры для конных поединков ренненов — реннцойги — включали шлемы типа салад (см. фото вверху справа), как правило, не имевшие забрал, и лишь снабженные смотровой щелью, но дополнявшиеся лобными накладками и щитками для защиты шеи.
Также надо заметить, что в обычных шлемах, не привинченных к кирасе, попадание копьём в голову на полном скаку чревато было риском тяжелой контузии или сворачивания шеи. Поэтому для дополнительной защиты последней еще в XIV столетии начали применять специальные щитки.
Стоимость комплекта турнирных доспехов была весьма высока, и во второй половине XVI столетия обычно составляла от 100 до 200 талеров (от 20 до 40 фунтов стерлингов) для конного, и от 60 до 80 талеров (от 12 до 16 фунтов стерлингов) для пешего боя.

## Классические турнирные доспехи

### Доспех для конной сшибки
Доспех для конной сшибки отличался крайне узкой специализацией, делавшей его не годным ни для чего другого. При весе, нередко вдвое превышавшем боевой доспех, он давал менее полную защиту в сочетании с минимальной подвижностью и обзором. Состоял из толстой кирасы к которой привинчивался турнирный шлем типа «жабья голова», обладавший, помимо надёжной защиты, сравнительно плохим обзором.
Поскольку подобный доспех довольно много весил, на руку, держащую копьё и защищённую крупной гардой, обычно не надевали ни латной рукавицы, ни латной перчатки. С конца XV века копья для реннена нередко снабжались увеличенной стальной гардой, или нодусом для защиты правой руки, размеры которого могли достигать 31 см. Так как удар копья по правилам шёл под углом вверх-вперёд, то по ногам можно было попасть либо намеренно, либо при несчастном случае. Поэтому, ради облегчения веса, ноги либо вовсе не защищали, либо их защиту ограничивали набедренными щитками, как в реннцойге. Вместо таких щитков иногда использовали набедренники, пристёгнутые к кирасе или к латной юбке. Впрочем, при желании, например для парадного выезда, можно было надеть и полную защиту ног, заимствованную от другого доспеха.
Копейный крюк на кирасе был очень мощным и часто, в отличие от обычного, торчал не только вперёд, но и назад. Поскольку активных движений в доспехе не предполагалось, защита руки, держащей повод, была своеобразной — вместо латной рукавицы использовался отросток наруча, имевший П-образный профиль. Щитки, защищающие подмышки, были крупнее, чем обычно, в связи с отсутствием необходимости активно двигаться.
Небольшой турнирный щит тарч изначально просто удерживался в руке, затем стал подвешиваться к шее, а после — крепиться шнурами к кирасе с опорой на специальную подпорку. Позже его и вовсе стали привинчивать винтами к нагруднику кирасы. Изготовлялся тарч из твердых пород дерева и нередко усиливался костяными или роговыми накладками. Он имел, как правило, неправильную четырехугольную форму, ширину — 40 см, длину — 35 см, толщину — до 3 мм.
С начала XV века, сначала в Германии, а затем в других странах, распространяются два основных типа конного турнирного доспеха: штехцойг (Stechzeug) — для гештеха и реннцойг (Rennzeug) — для реннена.

### Доспех для пешего турнира
Доспех для пешего турнира — изначально отличался очень длинной латной юбкой — тонлетом, для надёжной защиты половых органов. Такая юбка, или боевой фартук, состояла, как правило, из семи стальных горизонтальных пластин, которые могли смещаться относительно друг друга. Позднее, в XVI веке, с развитием доспешного искусства появились варианты, дававшие надёжную защиту и без длинной латной юбки.
Другой характерной особенностью был крупный сферический шлем типа «турнирный армет», с опорой на плечи, в котором импульс удара по шлему во избежание сотрясений передавался не голове, а плечам. Такой шлем привинчивался или плотно привязывался ремнями к нагруднику и наспиннику. При этом для поединков с тупым оружием вроде булавы (то есть при отсутствии опасности, что остриё оружия случайно попадёт в глаз), вместо забрала использовалась крупная решётка из толстых прутьев, дававшая хороший обзор.
Для защиты пальцев на руках, как правило, использовались латные рукавицы, хорошо держащие удар по пальцам. Шлем сидящий на плечах, рукавицы и длинная латная юбка делали данный доспех похожим общими очертаниями на кастен-бруст.